# Roland Coudon

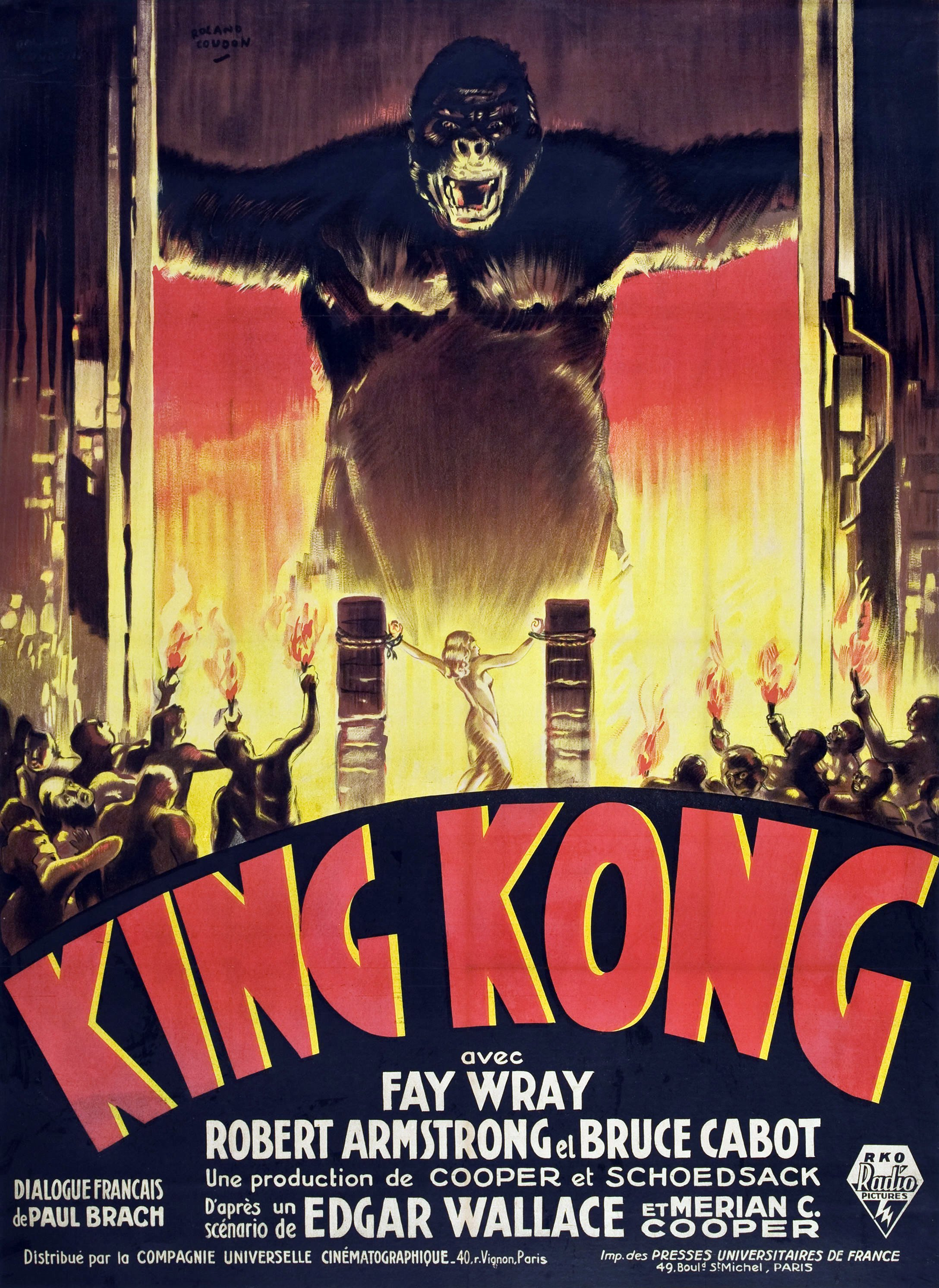
Affiche du film King Kong

Roland Coudon, né à Bordeaux le 3 février 1903 et mort en 1954, est un peintre, dessinateur, graveur, illustrateur et affichiste de cinéma français. Il est l'auteur de plus d'une centaine d'affiches pour des films distribués en France.

## Carrière
Formé à l'École des beaux-arts de Paris, Roland Coudon a exposé au Salon des humoristes et a collaboré à l'hebdomadaire Gringoire. Il a réalisé différentes affiches pour la CGT, ainsi que pour la SFIO en soutien à l’Espagne et la Tchécoslovaquie (1938).
Il est l'auteur d'une affiche Je tiens les promesses... tirée à plus de 3 millions d'exemplaires pour la campagne la plus importante de l'occupation, représentant le Maréchal Pétain serrant la main d'un ouvrier anonyme qui représente l'ensemble du prolétariat. Ce soutien et ce salut du Maréchal à l'ouvrier scelle la réussite industrielle du pays, illustrée au second plan par les cheminées d'une usine en activité. Dans son ouvrage Le radio-traître (2019), Yves Pourcher indique la capacité de Roland Coudon comme chef des services artistiques du secrétariat général à l'Information.

## Ouvrages illustrés
- Gaston Guiraud : P'tite gueule, Paris, Fasquelles éditeurs, 1938.
- Jean Nocher : Clochards, avec 30 dessins de Roland Coudon, Paris, Éditions Girard, 1939 ; rééd. en Suisse, Genève, Éditions du Rhône, 1943.
- Jean Nocher : Gueules noires, dix poèmes libres de Jean Nocher, dix-sept estampes de Roland Coudon, préface de François de Pierrefeu, Saint-Étienne, Les Impressions modernes, 1942.
- A. J. Cronin : Les Clés du royaume (roman), Éditions du Madrigal, 1946[5].

## Sélection d'affiches de cinéma

### Années 1920
- 1926 : 
  - Au temps de la bohème, de King Vidor
  - L'Oiseau noir, de Tod Browning.
- 1928 : 
  - Dans la ville endormie, de Jack Conway
  - Les Cosaques, de George W. Hill
- 1929 :
  - Manolesco, prince des sleepings, de Victor Tourjanski
  - Les Masques de Satan, de Victor Sjöström

### Années 1930
- 1930 :
  - Accusée, levez-vous !, de Maurice Tourneur
  - Anna Christie, de Clarence Brown
  - Le Diable blanc, d'Alexandre Volkoff
  - Feu mon oncle !, de Laurel et Hardy.
  - Fumées, de Georges Benoît
  - Le Parfum de la dame en noir, de Marcel L'Herbier
  - Le Roi des resquilleurs, de Pierre Colombier
- 1931 :
  - Frankenstein, de James Whale
  - M le maudit, de Fritz Lang, Frankenstein (film, 1931) de James Whale[6].
  - Le chanteur inconnu,  de Victor Tourjanski
  - Sous les verrous, de James Parrott
  - Un soir de rafle, de Carmine Gallone
- 1932 :
  - L'Aiglon, de Victor Tourjanski
  - Les Amours de Pergolèse, de Guido Brignone
  - Au Pays des Basques, de Maurice Champreux
  - Les Croix de bois (film), de Raymond Bernard
  - Enlevez-moi, de Léonce Perret
  - La Fleur d'oranger, d'Henry Roussell
  - L'homme que j'ai tué, de Ernst Lubitsch
  - Mater Dolorosa, d'Abel Gance
  - La Pente, de Harry Beaumont
  - Rouletabille aviateur, de Steve Sekely
  - Le Spectre vert, de Jacques Feyder
  - Les Titans du ciel, de George W. Hill
  - Une femme survint de John Ford
- 1933 :
  - Buster se marie, de Claude Autant-Lara
  - Courtisane, de Robert Z. Leonard
  - King Kong, d'Ernest B. Schoedsack et Merian C. Cooper
  - Le Serpent mamba, de A. Edward Sutherland
  - Le Testament du docteur Mabuse, de Fritz Lang
- 1934 :
  - Adémaï au Moyen Âge réalisé par Jean de Marguenat
  - Ça colle, de Christian-Jaque
  - Cloîtrées, de Robert Alexandre
  - Madame Bovary de Jean Renoir
  - La Rue sans nom, de Pierre Chenal
- 1936 : Les Demi-vierges, de Pierre Caron.
- 1937 : Les Réprouvés, de Jacques Séverac

### Années 1940
- 1940 : Quasimodo, de William Dieterle.
- 1943 : Arsène Lupin détective, de Henri Diamant-Berger
- 1945 : le Roi des resquilleurs, de Jean Devaivre